# David Snider
David Snider (* 27. April 1988 in Winnipeg) ist ein kanadischer Badmintonspieler. 

## Karriere
David Snider wurde 2008 Panamerikameister im Herreneinzel. Im gleichen Jahr wurde er auch erstmals nationaler Titelträger im Einzel in Kanada. 2011 gewann er seinen zweiten Titel bei den nationalen Meisterschaften.

## Sportliche Erfolge
| Saison | Veranstaltung                 | Disziplin    | Platz | Name         |
| ------ | ----------------------------- | ------------ | ----- | ------------ |
| 2008   | Panamerikameisterschaft       | Herreneinzel | 1     | David Snider |
| 2008   | Kanada: Einzelmeisterschaften | Herreneinzel | 1     | David Snider |
| 2011   | Kanada: Einzelmeisterschaften | Herreneinzel | 1     | David Snider |
| 2014   | Kanada: Einzelmeisterschaften | Herreneinzel | 1     | David Snider |